# Понтарлье (округ)
Понтарлье (фр. Pontarlier) — округ (фр. Arrondissement) во Франции, один из округов в регионе Франш-Конте. Департамент округа — Ду. Супрефектура — Понтарлье.
Население округа на 2006 год составляло 74 040 человек. Плотность населения составляет 57 чел./км². Площадь округа составляет всего 1293 км².